# Politisch exponierte Person
Eine politisch exponierte Person (PEP) ist ein Politiker oder eine Person im unmittelbaren Umfeld eines Politikers, die bezüglich Geldwäsche strengeren Anforderungen als ein Normalbürger unterliegt.
Nach den Vorschriften zur Bekämpfung von Geldwäsche oder Terrorismusfinanzierung, in Deutschland beispielsweise dem Geldwäschegesetz, muss der zu Sicherungsmaßnahmen Verpflichtete einen risikobasierten Ansatz verfolgen. Dies gilt auch für Maßnahmen zur Identifizierung einer Person als politisch exponierte Personen (siehe Empfehlung 12 und FATF-Leitlinien für politisch exponierte Personen S. 6–9). Durch die Prüfung einer Liste kann man schließen, dass eine Person eine politisch exponierte Person sein kann.

## Rechtslage
Im November 2000 fand auf Initiative der Schweiz ein Treffen mit den G7-Staaten in Lausanne statt, auf dem es um die Definition und die Handhabung von PEP ging. Im Anschluss entstand das Dokument Supervisors' PEP working paper 2001. In diesem wurde erstmals der Begriff „PEP“ klar definiert, wobei die Eidgenössische Bankenkommission EBK den Begriff schon vorher, insbesondere im Zusammenhang mit den Abacha-Geldern verwendete. Er wurde bereits 2002 (oder ev. noch früher) in der GwV-EBK festgeschrieben und definiert.
Anschließend wurde der Begriff in der Politik etabliert. Die aktuelle Definition erfolgt in der Richtlinie (EU) 2015/849 des Europäischen Parlaments und des Rates vom 20. Mai 2015 zur Verhinderung der Nutzung des Finanzsystems zum Zwecke der Geldwäsche und der Terrorismusfinanzierung, auch bekannt als vierte EU-Geldwäscherichtlinie. Artikel 3 Nr. 9 der Richtlinie definiert eine politisch exponierte Person als „eine natürliche Person, die wichtige öffentliche Ämter ausübt oder ausgeübt hat“. Hierzu zählen: 
- „Staatschefs, Regierungschefs, Minister, stellvertretende Minister und Staatssekretäre;
- Parlamentsabgeordnete ...;
- Mitglieder der Führungsgremien politischer Parteien;
- Mitglieder von obersten Gerichtshöfen, Verfassungsgerichtshöfen oder sonstigen hohen Gerichten ...;
- Mitglieder von Rechnungshöfen oder der Leitungsorgane von Zentralbanken;
- Botschafter, Geschäftsträger und hochrangige Offiziere der Streitkräfte;
- Mitglieder der Verwaltungs-, Leitungs- oder Aufsichtsorgane staatseigener Unternehmen;
- ... Mitglieder des Leitungsorgans ... einer internationalen Organisation.“

Bei Geschäftsbeziehungen mit politisch exponierten Personen müssen Verpflichtete, beispielsweise Banken und andere Finanzdienstleister, besondere Maßnahmen, wie die Zustimmung der Geschäftsführung, ergreifen. Diese Maßnahmen müssen „auch für Familienmitglieder oder Personen, die politisch exponierten Personen bekanntermaßen nahestehen“ von den Verpflichteten durchgeführt werden. Die EU-Richtlinie wurde 2017 als §1 Abs. 12 des Geldwäschegesetzes in nationales Recht umgewandelt.